# Vũ Đình Huỳnh
Vũ Đình Huỳnh (1905–1990) là một cựu chính trị gia Việt Nam. Ông là người đầu tiên được phong quân hàm sĩ quan và là Đại tá đầu tiên của Việt Nam Dân chủ Cộng hòa - được Chủ tịch Hồ Chí Minh phong Đại tá cận vệ trong phái đoàn dự Hội nghị Fontainebleau 1946 ở Pháp. Ông có bí danh là Hoàng Tư.
Ông nguyên là Bí thư cho Chủ tịch Hồ Chí Minh, nguyên Giám đốc công thương Liên khu 3-4; sau làm Vụ trưởng Vụ Lễ Tân Bộ Ngoại giao, Vụ trưởng trong Ban Thanh tra Chính phủ. Ông là một trong những nhân vật của Vụ án Xét lại Chống Đảng.

## Tiểu sử
Ông Vũ Đình Huỳnh sinh năm 1905 trong một gia đình Công giáo nhiều đời tại huyện Trực Ninh, tỉnh Nam Định. Ông tham gia tổ chức Việt Nam Thanh niên Cách mạng Đồng chí Hội (1925), tiền thân của Đảng Cộng sản Việt Nam. Ông Huỳnh lập nghiệp tại Hà Nội, trở thành một nhân sĩ có tiếng, quảng giao với nhiều chí sĩ, thân hào, các chức sắc tôn giáo, công chức có tinh thần yêu nước.
Trước năm 1945, ông Huỳnh có bí danh "Triệu Vân", là chữ kí xuất hiện trên các tờ tín phiếu Việt Minh do các tầng lớp nhân sĩ, thương nhân đóng góp tiền bạc cho Việt Minh hoạt động.
Trong thời gian hoạt động Cách mạng tại Hà Nội, Gia đình ông Vũ Đình Huỳnh và vợ là bà Phạm Thị Tề còn là cơ sở nuôi giấu, tá túc bí mật cho nhiều lãnh đạo Cộng sản. Những nhân vật như Trường Chinh, Nguyễn Lương Bằng, Võ Nguyên Giáp, Trần Đăng Ninh, Hoàng Quốc Việt, Bùi Lâm, Nguyễn Khang, vân vân... từng tá túc trong gia đình ông bà ở Vũ Đình Huỳnh ở nhà số 27bis và số 65 phố Nhà Rượu (tên thời Pháp thuộc là Sergent Larrivet).
Ông Huỳnh là một trong những người lo toan hậu cần cho "Đại hội quốc dân" của Việt Minh diễn ra vào ngày 16 tháng 8 năm 1945 tại Tân Trào. Chính tại Đại hội này, Chủ tịch Hồ Chí Minh đã tâm đắc chọn ông Huỳnh làm người tâm phúc, bí thư riêng trong các việc đại sự, đặc biệt là quan hệ vói các nhân sĩ, trí thức, phú hào, các tầng lớp còn đang băn khoăn, đắn đo chuyển sang ủng hộ Việt Minh. Khi Chủ tịch Hồ Chí Minh từ Tân Trào trở về Hà Nội, cũng chính ông Huỳnh là người đích thân đón Chủ tịch Hồ Chí Minh từ Bắc Giang về Hà Nội. Cũng chính ông Huỳnh là người chịu trách nhiệm lo toan chỗ trú ẩn, an ninh và ăn uống trong những ngày đầu tiên của Chủ tịch Hồ Chí Minh ở Hà Nội. Sau khi Việt Minh giành được chính quyền, ông Huỳnh và gia đình tiếp tục trợ giúp cho Chủ tịch Hồ Chí Minh và chính quyền mới thành lập. Ông Huỳnh là một trong những người tháp tùng Chủ tịch Hồ Chí Minh trong suốt những ngày sang Pháp tham dự Hội nghị Fontainebleau. Theo các hồi ức, ông là người đầu tiên được phong quân hàm sĩ quan và Đại tá đầu tiên của Việt Nam Dân chủ Cộng hòa.
Thời kỳ toàn quốc kháng chiến, ông vẫn làm bí thư cho chủ tịch Hồ Chí Minh tại Phủ Chủ tịch trong An Toàn Khu tại Thác Dẫng, huyện Sơn Dương, tỉnh Tuyên Quang... Ngày 7/2/1947 ông được cử làm Đặc phái viên của chính phủ đi công cán tại miền duyên hải Bắc bộ để dàn xếp những mâu thuẫn giữa Thiên Chúa giáo và chính quyền.
Sau 1954, ông đảm nhận chức vụ Vụ trưởng vụ Lễ tân bộ Ngoại giao, rồi sau đó làm Vụ trưởng Ban thanh tra Chính phủ.
Do bất đồng với ban lãnh đạo đảng về các vấn đề: 1/ dân chủ trong đảng và trong xã hội; 2/ chủ trương dùng bạo lực thống nhất đất nước; 3/ đi theo đường lối Trung Quốc trong quản trị xã hội và quan hệ quốc tế, ông bị bắt giam không xét xử (18.10.1967) và chỉ được thả 5 năm sau đó cộng với 2 năm phát vãng ở thành phố Nam Định.

## Phong hàmĐại táđầu tiên

Đại tá Vũ Đình Huỳnh (đội mũ ca lô) đi cùng phái đoàn tháp tùng Chủ tịch Hồ Chí Minh tham dự Hội nghị Fontainebleau 1946 ở Pháp, trên cương vị là tùy viên quân sự.

Tháng 5/1946, khi Chủ tịch Hồ Chí Minh chuẩn bị sang Pháp tham dự Hội nghị Fontainebleau 1946, ông Vũ Đình Huỳnh cũng được đi theo trong bộ quân phục với cấp hiệu Đại tá giống như quân hàm của Pháp cốt để phía Pháp dễ nhận ra.
Nguyên do là trước ngày lên đường, trong một buổi họp Chính phủ, Chủ tịch Hồ Chí Minh giới thiệu: "Anh Vũ Đình Huỳnh, thư ký riêng của tôi. Trước đây ta phong cho Huỳnh chức Đại úy, đi đường gặp quan Tư Pháp phải chào, nay tôi nhân danh Chính phủ phong cho anh Huỳnh chức Đại tá, như thế anh Huỳnh sẽ chỉ phải chào có một Salan thôi!". Do Bác biết tướng Raoul Salan cùng các sĩ quan tùy tùng của ông ta tháp tùng Bác sang Pháp, nếu trong đoàn không có một sĩ quan cấp bậc khá một chút thì bên ta yếu thế nên mới sắc phong ông Huỳnh như vậy.

## Vụ án xét lại chống Đảng
Trong Vụ án Xét lại Chống Đảng, ông bị chính quyền Việt Nam Dân chủ Cộng hòa bí mật bắt và biệt giam vào tháng 10/1967 đến 1972 sau đó bị quản chế ở quê nhà Nam Định đến năm 1975 mới được trở về gia đình ở Hà Nội. Con trai ông là nhà văn Vũ Thư Hiên cũng bị bắt giữ cùng năm 1967 (2 tháng sau đó). Ông bị giam giữ và chuyển qua các nhà tù, trại giam từ nhà tù Hỏa Lò, Bất Bạt (Sơn Tây) và Tân Lập (Phú Thọ).... Chính quyền bắt giam và thả ông không án cũng như không xét xử.
Trong thời gian ông Huỳnh và người con trai cả bị bắt giam, Cụ bà Phạm Thị Tề đã đi liên hệ, phản đối khắp nơi hòng tìm cách cứu chồng, cứu con. Nhưng đặc biệt, cụ bà đã không bao giờ liên hệ, kêu cầu hay đề đạt thỉnh nguyện tới Chủ tịch Hồ Chí Minh – người mà hai vợ chồng bà và gia đình đã từng chăm sóc, cưu mang.
Ông Vũ Đình Huỳnh qua đời tại nhà riêng ngày 03 tháng 5 năm 1990. An táng tại Nghĩa trang Văn Điển, Hà Nội.

## Gia đình
Vợ ông là bà Phạm Thị Tề, một người cũng từng tham gia hoạt động cách mạng từ những ngày đầu tiên cùng với chồng mình. Sau này bà dạy học tại trường tiểu học Nguyễn Du ở Hà Nội
Ông bà có 11 người con (một người đã mất trên chiến khu khi còn nhỏ).

## Khen thưởng
- Huân chương kháng chiến chống Pháp hạng nhất.